# Švarcava (přítok Berounky)
Švarcava je potok, který pramení ve vesnici Kuchař a vlévá se do Berounky  v Černošicích pod jezem. Protéká Solopisky a Černošicemi a na jeho toku se nachází několik dnes již nefunkčních mlýnů (Frantův mlýn, Trousilíkův mlýn, Mejstříkův mlýn) a také několik menších rybníků. Největšími z nich jsou rybník U Čtrnáctých (Pekárek), Franta (Majorák) a Kuchařík. Délka jeho toku je 9 kilometrů. 
Velká část toku Švarcavy se nachází v Chráněné krajinné oblasti Český kras. Na levém břehu Švarcavy poblíž osady Kala se rozprostírá přírodní rezervace Kulivá hora. 

## Galerie

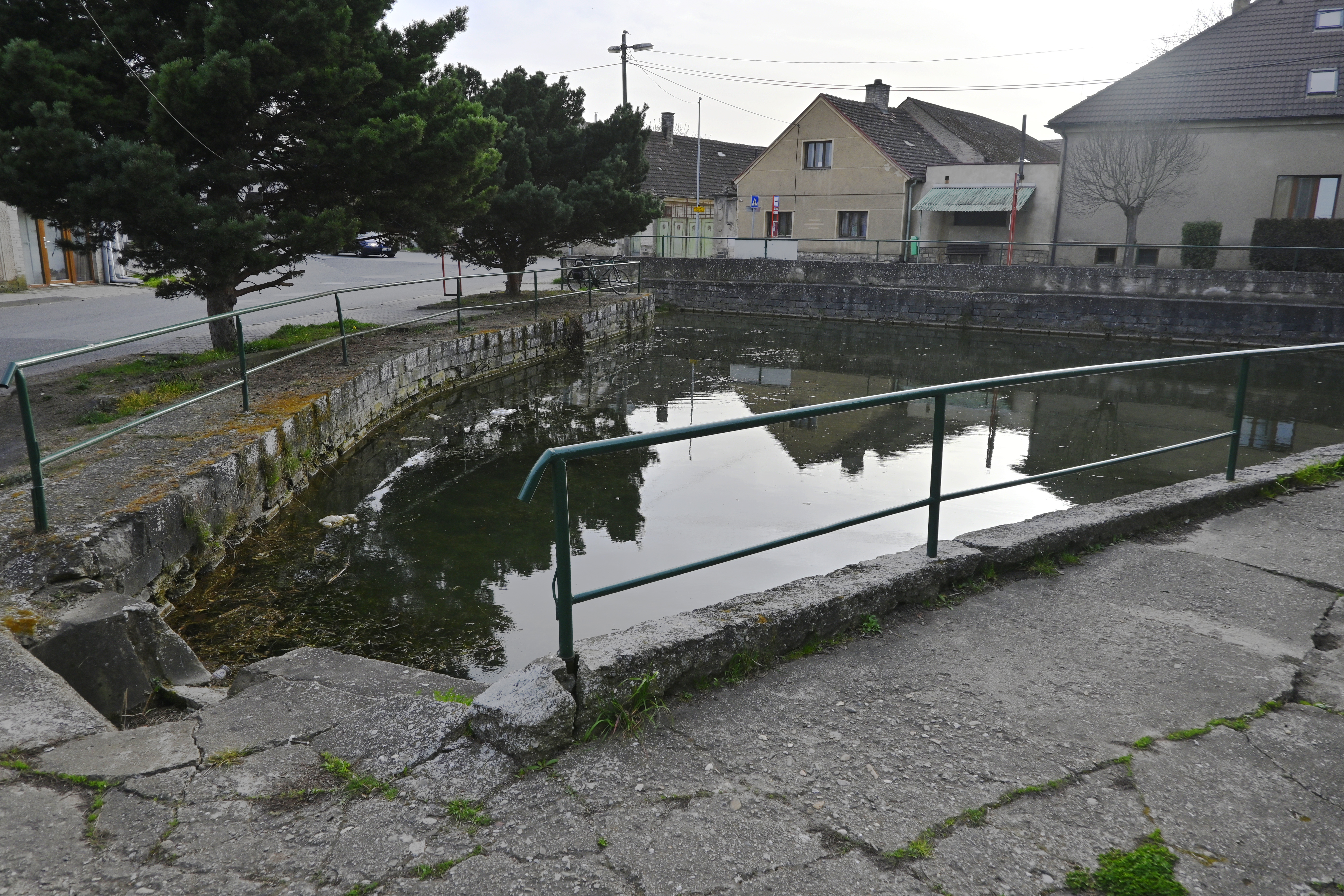
Nádrž v Kuchaři, prameniště Švarcavy
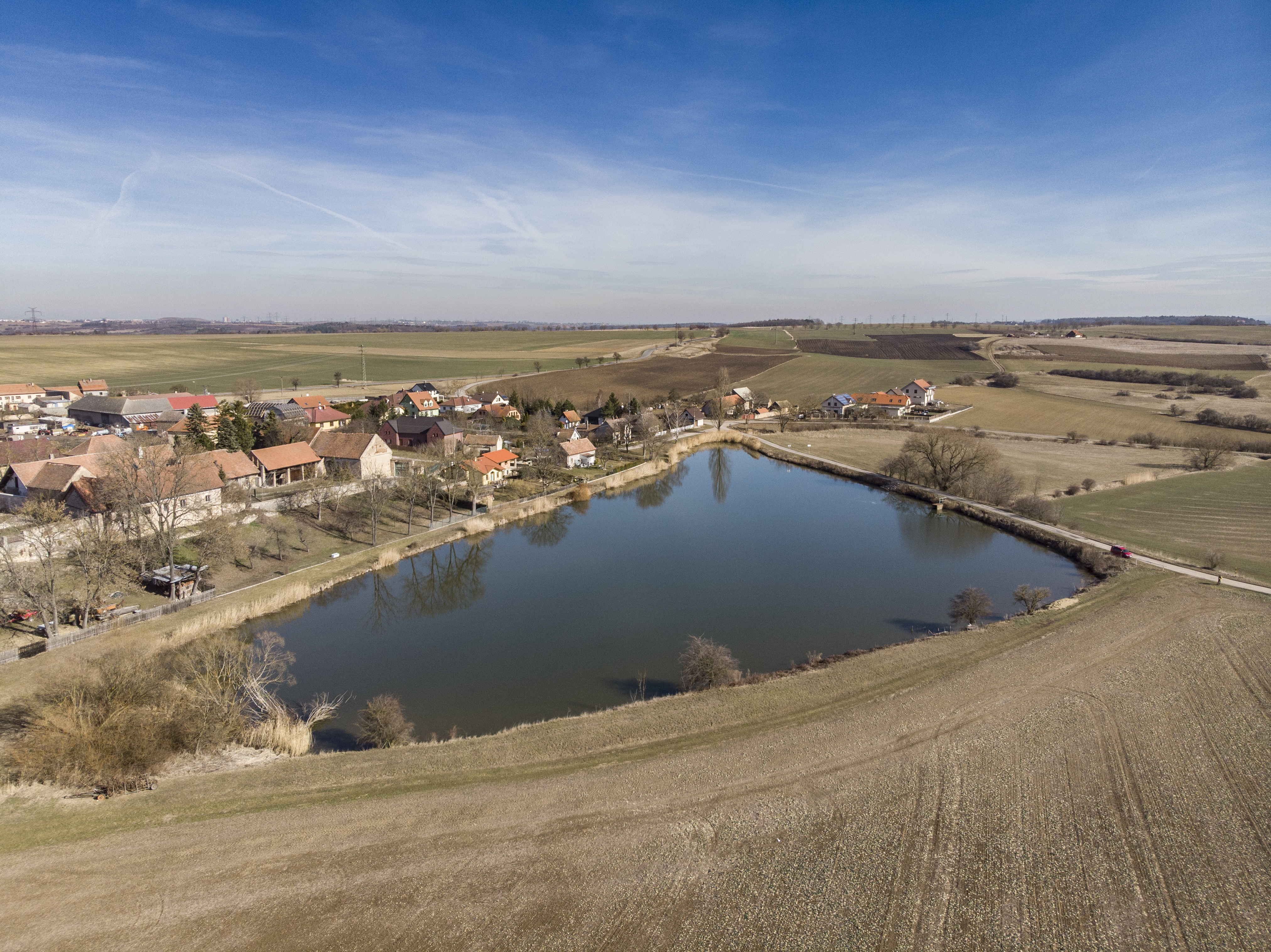
Rybník u Kuchaříku napájený Švarcavou